# Sablé (biscuit)
Pour les articles homonymes, voir Sablé.
Le sablé est un petit gâteau sec. Il est originaire de Normandie. Le dictionnaire de la langue française retient le mot à partir de 1870.

## Historique et description
En 1828, parmi des desserts goûtés par Masson de Saint-Amand lors de son voyage en Normandie, figurait le « gâteau sablé d'Alençon ». Masson explique qu'il s'agit d'une « espèce de pâtisserie assez recherchée, et qui s'émiette comme du sable quand on le mange. Elle se compose d'un tiers de beurre, un tiers de farine, un tiers de sucre ».
Vers 1870, Littré inclut le mot « sablé » dans son dictionnaire, où il le définit comme « nom d'une sorte de gâteau en Normandie »

## Description
Généralement rond, le sablé a souvent les bords dentelés. La pâte est soit abaissée et découpée à l'emporte-pièce, soit roulée en boudin et détaillée en tranches.
Le sablé est réalisé à partir de farine, de beurre, de sucre et parfois de jaunes d'œufs, mélangés rapidement jusqu'à obtenir une consistance « sableuse ». Il peut être parfumé au citron, agrémenté d'amandes effilées ou de raisins secs, glacé au chocolat ou garni de confiture.

## Autres sablés en France et dans le monde
À l'étranger, le shortbread écossais et le knusper autrichien sont des gâteaux sablés. Le sablé dit milanais est double et fourré. Le sablé dit hollandais associe deux types de pâtes, l'une colorée au chocolat ou à la cannelle, l'autre parfumée à la vanille.
Parmi les sablés régionaux les plus célèbres, il y a les lunettes de Romans, dont le souvaroff est proche, ainsi que ceux de la Mère Poulard, ceux des Sablés d'Asnelles (Calvados), la Biscuiterie de l'Abbaye, de Lisieux (à la cannelle, à la cassonade et à la crème), de Caen (rayés à la fourchette et dorés à l'œuf), de Noirétable et de Péronne.
Le « sablé des Flandres », de forme triangulaire, est fabriqué dans l'agglomération lilloise ; il a une épaisseur relativement fine. La production était expédiée dans toute la France depuis la gare de Ronchin. De 1912 à 1984, la production se fait dans la biscuiterie Geslot-Voreux à Faches, mais celle-ci ferme à la suite d'un incendie.
Les galettes bretonnes (produites par exemple par la biscuiterie Traou Mad, la biscuiterie Saint-Michel, la biscuiterie de Pont-Aven, de Saint-Renan) sont des sablés au beurre, fréquemment présentées dans des boîtes en métal décorées. Les galettes bretonnes sont en 2012 dans l'attente de l'attribution d'une indication géographique protégée.
Lionel Poilâne a appelé ses sablés « punitions » en souvenir de son arrière-grand-mère qui lui disait de venir chercher ses « punitions », en réalité de délicieux sablés.
Le sablé du Poitou est un sablé à base de farine (37%), de Beurre paysan du Poitou mou (28%), de sucre de canne (23%), de jaune d’œuf issus de poules élevée en liberté (11%) et de sel de Guérande (1%). son goût si particulier vient du mélange sucré/salé typique des régions atlantiques. A l'origine, cette pâtisserie s'appelle le broyé du Poitou. C'est une galette croustillante de la taille d'une tarte que l'on partage entre amis ou en famille en la brisant en morceaux de tailles différentes, d'où son nom de "broyé".

## Galerie

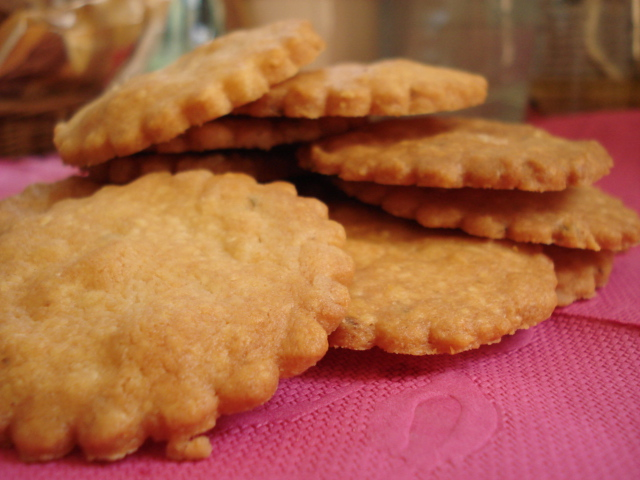
Sablés au parmesan et au poivre vert.
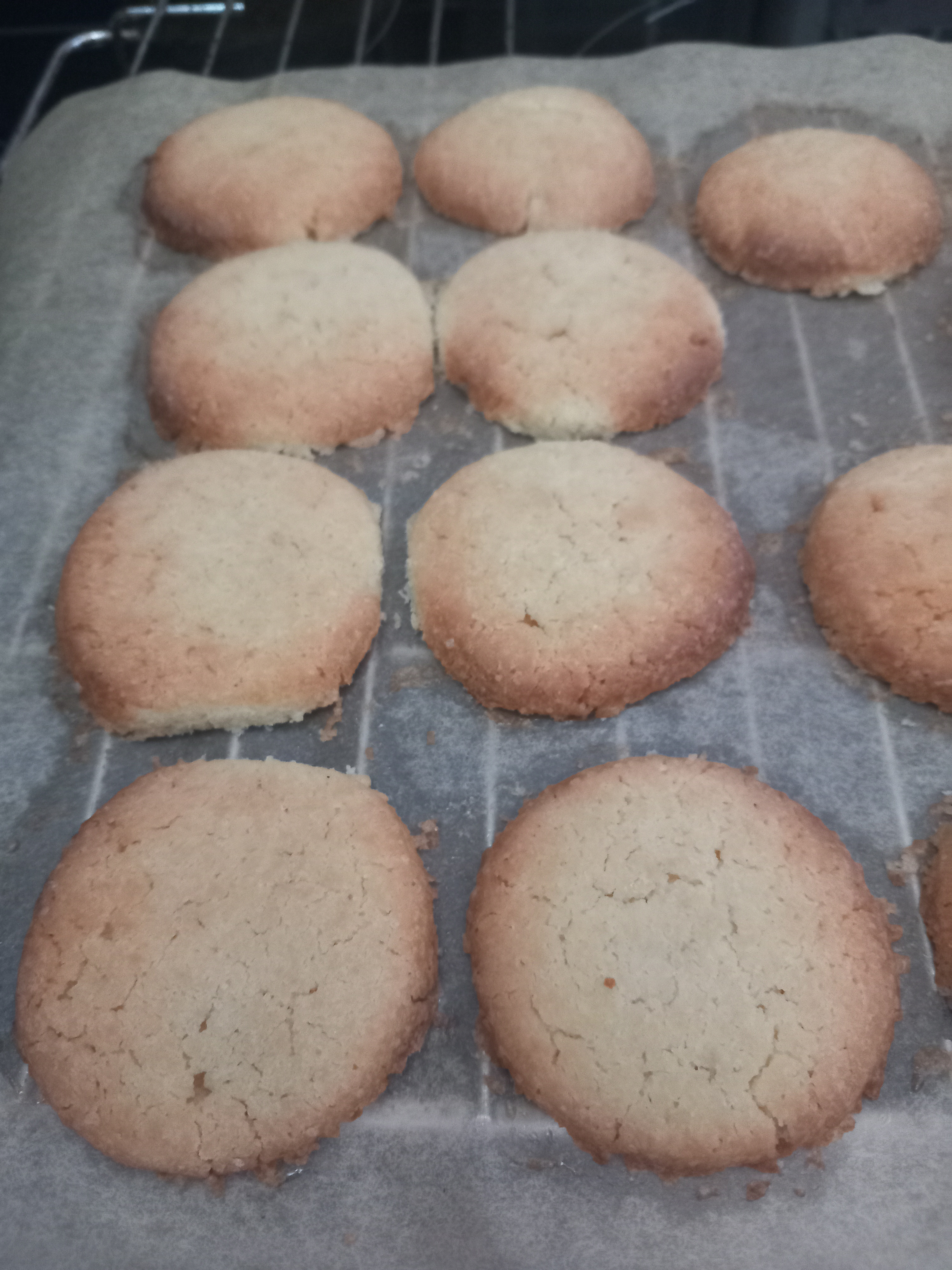
Sablé du Poitou "maison"
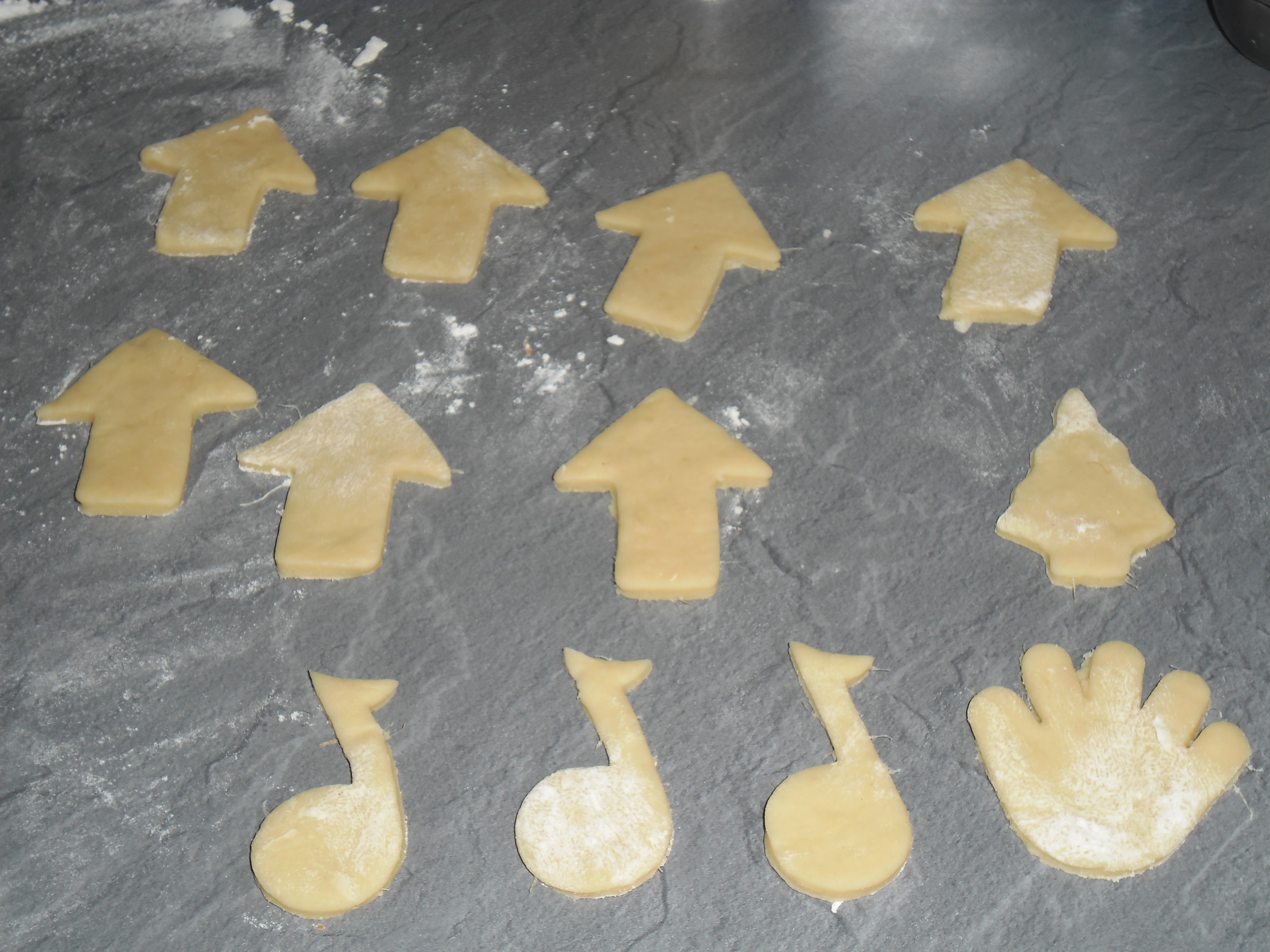
Sablés crus.
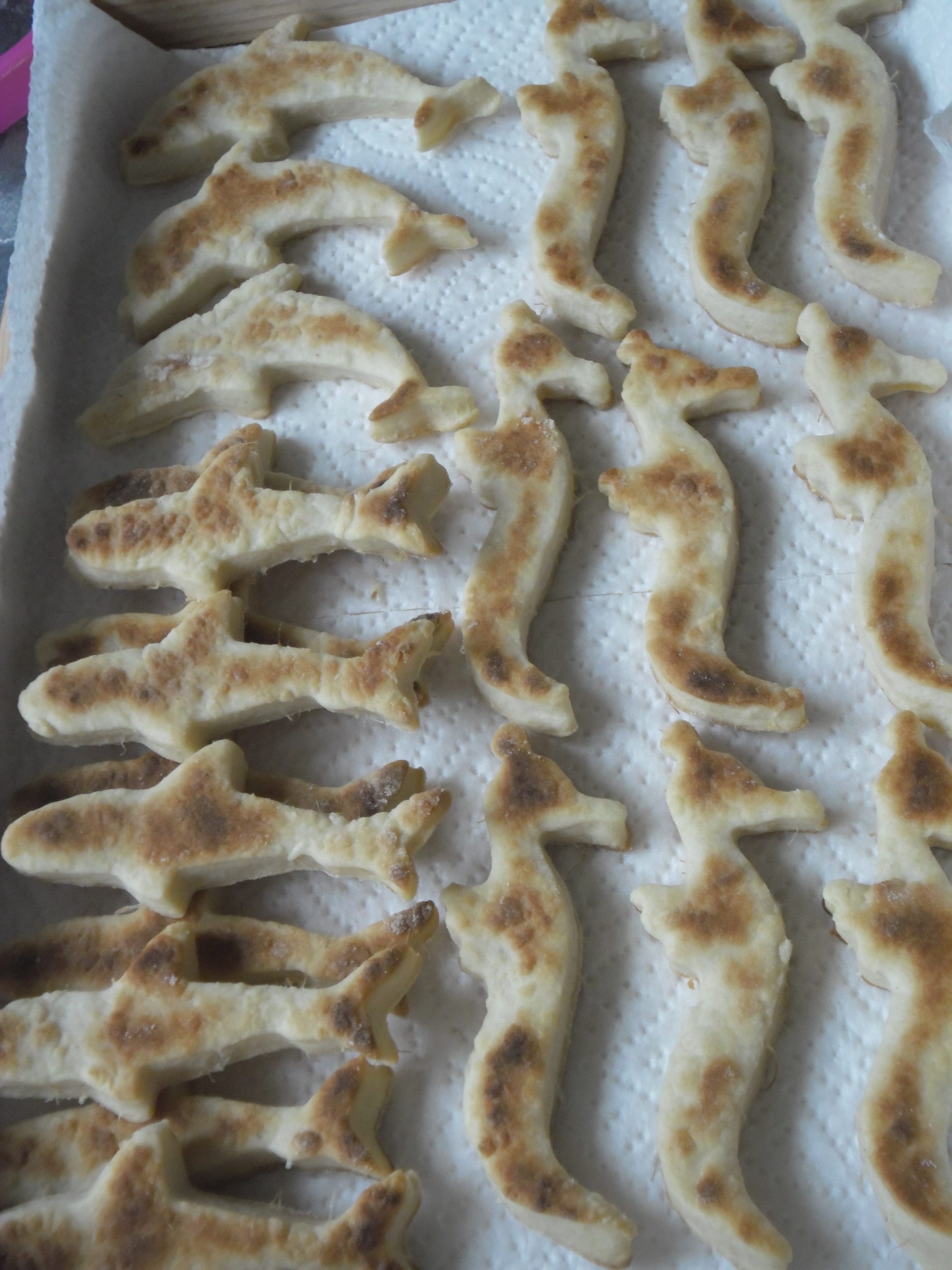
Sablés en forme de poisson.